# Elephantopus piauiensis
Elephantopus piauiensis là một loài thực vật có hoa trong họ Cúc. Loài này được R.Barros & Semir mô tả khoa học đầu tiên năm 2003.